# Grynaeus
Grynaeus ist der Name eines Basler Akademikergeschlechts, das ursprünglich aus Veringendorf (Württemberg) stammte und zunächst den Namen Grüner oder Griner trug. Im 17. Jahrhundert verzweigte sich das Geschlecht weiter nach Mülhausen  (Elsass), Nürnberg, Berlin und in die Kurpfalz, im 18. starb die Basler Linie aus.

## Namensträger
- Jean Grynaeus (1685–1749 oder 1754), preußischer Oberhofbuchdrucker in Berlin
- Johann Jakob Grynaeus (1540–1617), Theologe
- Johannes Grynaeus (1705–1744), Theologe und Orientalist
- Samuel Grynaeus (1539–1599), Jurist
- Simon Grynaeus (1493–1541), Theologe und Reformator
- Simon Grynaeus (Übersetzer) (1725–1799), Schweizer evangelischer Geistlicher und Übersetzer
- Simon Grynaeus der Jüngere (1539–1582), Mathematiker und Mediziner
- Thomas Grynaeus (1512–1564), Theologe und Reformator